# Brachylia kwouus
Brachylia kwouus is een vlinder uit de familie van de Houtboorders (Cossidae). De wetenschappelijke naam van deze soort is voor het eerst gepubliceerd in 1898 door Ferdinand Karsch.
De soort komt voor in Tanzania.